# Michaił Klepikow
Michaił Iwanowicz Klepikow (ros. Михаи́л Ива́нович Кле́пиков, ur. 27 kwietnia 1927 we wsi Tuguczuk w Kraju Stawropolskim, zm. 23 marca 1999 w Ust´-Łabinsku) – pracownik kołchozu, radziecki działacz partyjny, dwukrotny Bohater Pracy Socjalistycznej (1965 i 1986).

## Życiorys
W 1946 skończył szkołę mechanizacji gospodarki rolnej, w latach 1943–1945 i 1946–1958 był traktorzystą, pomocnikiem brygadzisty i brygadzistą brygady traktorowej ust'-łabinskiej stanicy maszynowo-traktorowej, 1958-1960 mechanik brygady, potem brygadzista 4 kompleksowej brygady kołchozu "Kubań". W 1971 ukończył Słowiańskie Technikum Rolnicze, 1971-1990 członek KC KPZR, członek Krajowego Komitetu KPZR w Krasnodarze, delegat na od XXIII do XXVII Zjazdy KPZR. W latach 1966–1989 deputowany do Rady Najwyższej ZSRR od 7 do 11 kadencji, 1989–1991 deputowany ludowy ZSRR, deputowany Krasnodarskiej Krajowej Rady Deputatów Ludowych.

## Odznaczenia
- Medal Sierp i Młot Bohatera Pracy Socjalistycznej (dwukrotnie – 31 grudnia 1965 i 5 czerwca 1986)
- Order Lenina (czterokrotnie – 31 grudnia 1965, 8 kwietnia 1971, 7 grudnia 1973 i 5 czerwca 1986)
- Order Rewolucji Październikowej (13 marca 1981)
- Order Czerwonego Sztandaru Pracy (31 października 1957)

I medale.